# Тшциница (гмина)
Тшциница (пол. Trzcinica) — сельская гмина (волость) в Польше, входит как административная единица в Кемпненский повет, Великопольское воеводство. Население — 4906 человек (на 2023 год). Площадь — 75,1 км².

## Сельские округа
Гмина включает 8 сельских округов, а также отдельные поселения.
- Сельские округа: Анёлка-Первша, Кузница-Тшциньска, Ляски, Пётрувка, Помяны, Смардзе, Тшциница, Водзична
- Прочие поселения:

1. Анёлка-Друга
2. Анёлка-Парцеле
3. Борек
4. Дзержонжник
5. Границе
6. Ханобры
7. Игнацувка-Друга
8. Игнацувка-Первша
9. Игнацувка-Тшеча
10. Еленя-Глова
11. Крок
12. Кваселина
13. Ляски-Тартак
14. Нова-Весь
15. Пила-Млын
16. Ружычка
17. Семёнка
18. Теклин

## Соседние гмины
1. Гмина Баранув
2. Гмина Бычина
3. Гмина Ленка-Опатовска
4. Гмина Рыхталь
5. Гмина Волчин